# Limonaire

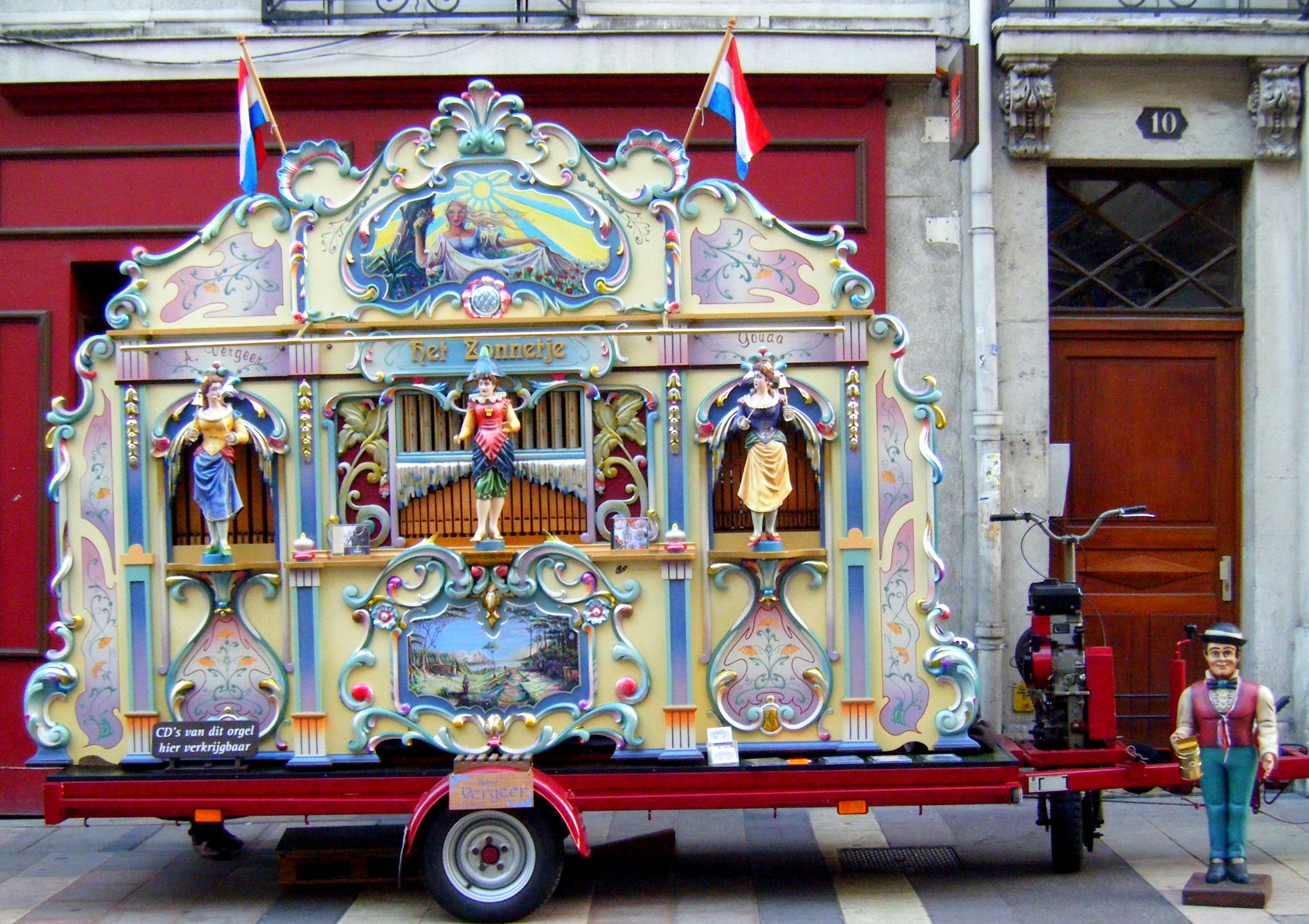
Orgue Limonaire (Dijon 2009)

Limonaire est le nom d'une grande famille de facteurs d'orgues de manèges et d'instruments automatiques, fondée en 1840. Leur nom était très célèbre pour l'importance et la qualité de leur production, et l'instrument qui en est devenu le plus populaire fut l'orgue limonaire, ou orgue de foire, ou encore simplement limonaire, désignant par extension tous les orgues mécaniques de grande taille. 

## Histoire
Les frères Joseph (1809-1876) et Antoine Limonaire (1815-1886), originaires de Dax et dont le nom est sans doute le plus connu en tant que fabricants d'instruments de musique mécanique entre 1839 et 1936 notamment, construisirent également au début du XXe siècle des pianos mécaniques « Limonaire ».
Joseph et Antoine Limonaire, fils de menuisier, ouvrent leur atelier au 53, rue de Meslay, 3e arrondissement de Paris, en 1839. À cette époque, le piano très en vogue subit de nombreuses innovations. Les deux frères vendent des pianos roller et pianinos Pleyel à prix modiques. Le cadet crée en 1848 son propre magasin 29, rue Montorgueil. Après 1890, l'un des ateliers de facteur de piano artisan sera transféré à Bayonne. 
Parmi les trois filles et deux fils de Joseph, Ferdinand continue le métier, et cette tradition perdurera jusqu'à ses arrière-petits-enfants, tels que Michel, facteur de pianos, et Denise, organiste et professeur à Biarritz. 
Antoine lors d'une exposition remporte à Paris une médaille de bronze, inventant notamment un système répétant les notes sans devoir relever les doigts de la touche. En 1870 une nouvelle fabrique, sise au 20, rue Neuve à Paris, y ajoute les orgues portatifs à cylindres et manivelle et des « orgues orchestres » pour bals et fêtes foraines, à l'exemple de ce qu'avait fait auparavant Gavioli, la société découvrant les loisirs. Les patrons des grandes attractions comme à la Foire du Trône découvrent que l'orgue orchestre peut remplacer de manière originale les musiciens de parade et est une curiosité.
En 1881, Eugène, 27 ans, sera gestionnaire des orgues, et son frère 22 ans, des pianos. Les affaires seront bonnes et la famille aisée. Le 29 janvier 1886 naît l'établissement Limonaire et Compagnie.

## Remplacement d'un orchestre autrefois

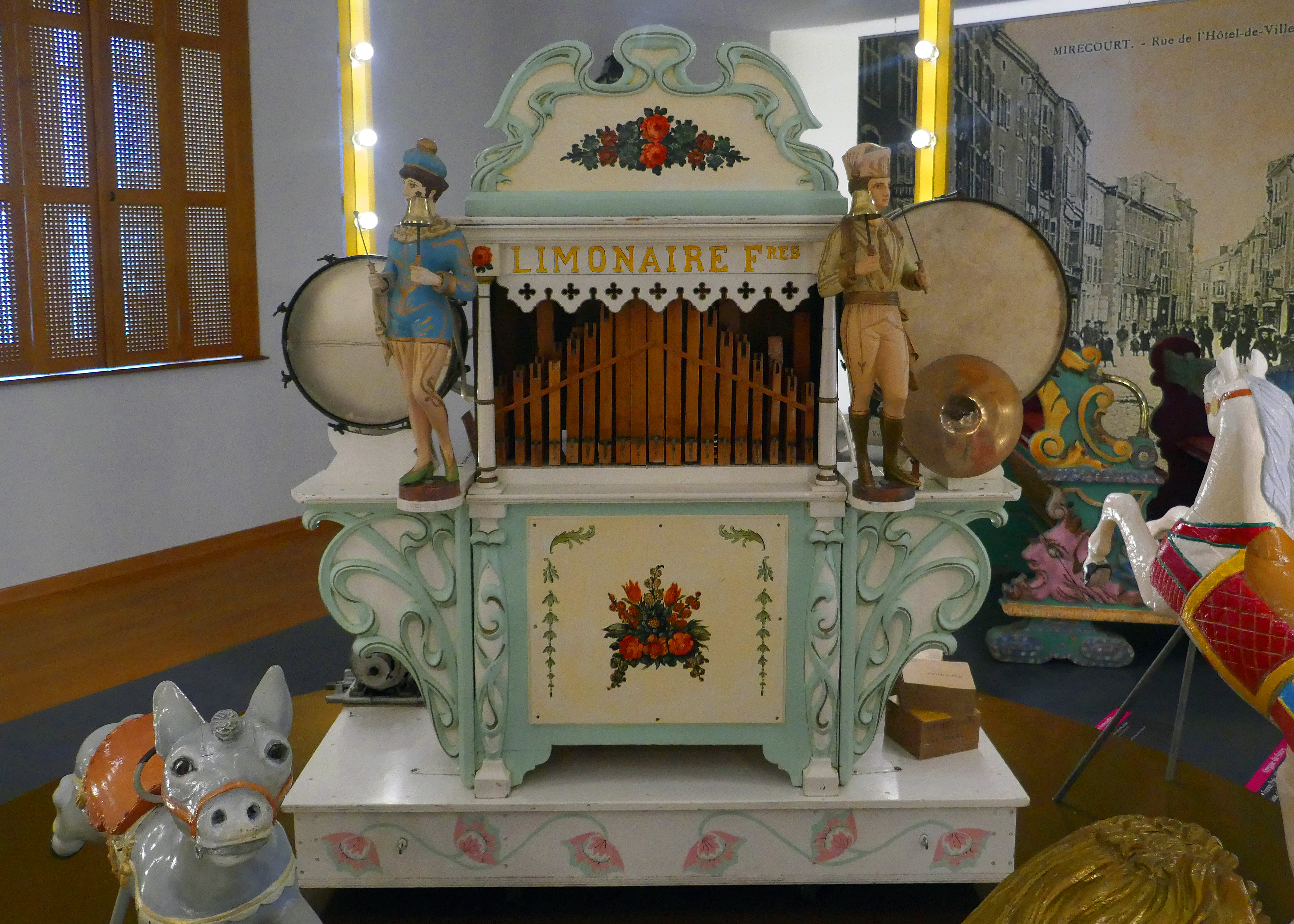
Orgue de foire Limonaire Frères (1905), avec 35 touches, deux consoles portant grosse caisse, caisse claire, cymbale et deux automates.

L'orgue de marque Limonaire Frères (en) ainsi que tous les orgues de foire, sont de grande envergure et de poids importants, transportables uniquement sur une plateforme tractée. "Mécanico-pneumatique" à l'origine, une commande pneumatique actionnait, régulée par un volant, la partie mécanique et la soufflerie, sur les premiers manèges, puis un moteur électrique. Par comparaison, l'orgue de barbarie peut être porté à dos d'homme et est manié par un tourneur de manivelle en accompagnant ses chansons ou comme instrument de récital.
Avant l'apparition des phonographes et même aux débuts de ceux-ci dont la sonorité était médiocre, ils constituaient à la fin du XIXe siècle et le début du XXe siècle, avec l'ensemble des instruments mécaniques, le meilleur moyen d'écouter pour le grand public une œuvre sans nécessiter d'assister à un concert, en possédant une tessiture plus complète que les orgues de Barbarie.
Ils se raréfièrent progressivement avec le perfectionnement des qualités des appareils de reproduction de plus en plus fidèles, mais continuèrent d'obtenir un certain succès dans un charme suranné et nostalgique, restant uniques et intéressants de par leur sonorité originale typique.
Très fréquents aux Pays-Bas et en Belgique, certains orgues limonaires « modernes » ont continué d'être construits au cours des années 1950 à 1980, comme le Tourmalet en 1972, composés cette fois d'électronique.

## Orchestrion
Les orchestrions rassemblaient mécaniquement plusieurs instruments, tel un orchestre, dont souvent pour instrument principal un orgue limonaire, avec d'autres instruments mécaniques comme piano, violon, xylophone, accordéon et batterie.

## Extension d'appellation aux orgues de foire et de manèges de chevaux de bois
C'est par antonomase que le mot « limonaire » est utilisé comme nom générique pour l'ensemble des orgues mécaniques. À la différence des orgues de Barbarie à manivelle plus petits et aux basses limitées,
- leur envergure est importante, ils sont installés indépendamment ou équipent le centre des manèges-carrousels de chevaux de bois ;
- ils sont majoritairement en Belgique, aux Pays-Bas ou Allemagne, les valses égrenées pouvant rappeler les pales tournantes des moulins ;
- leur tessiture couvre plusieurs octaves dont les basses, avec parfois plusieurs registres de sonorités et ils sont munis d'instruments de percussions, tels que xylophones, cymbales et tambours, actionnées par des automates via les perforations du carton ;
- la soufflerie et l'entraînement des cartons perforés sont obtenus par un moteur électrique, autrefois à vapeur, à l'inverse des orgues de Barbarie actionnés par une manivelle ;
- leur structure est en bois joliment décorée d'arabesques, fresques et enluminures d'époque.

### Nombre de touches
Le nombre de touches donne souvent l'ampleur de la tessiture de l'instrument. Il correspond aux nombre de rangées de perforations possibles sur un carton. Plus il est important, plus le carton est large, l'orgue généralement de grande dimension, et les possibilités de registres diversifiés dont celui des basses, avec de nombreuses variations de percussions.
Pour un orgue limonaire, le nombre de touches varie environ de 35 touches pour les orgues moyens, à 90 touches pour les orgues les plus "colossaux".

## Manègescarrouselssur les places et dans les fêtes foraines
Les principales fêtes foraines comme la foire du Trône, ainsi que plusieurs places, possédaient un carrousel, manège de chevaux de bois, dont l'orgue limonaire était au centre pour sonoriser les tours pour les adultes au départ, puis les enfants. 
Ces dernières années, par facilité, de nombreux forains les ont progressivement remplacés par des haut-parleurs sonorisant le centre du manège par une cassette ou un CD de limonaire, voire d'accordéon, de chansons enfantines ou même de variétés plus actuelles, ou non sonorisés...
Le plus vieux manège Limonaire de chevaux de bois en fonctionnement appartient à la collection du Musée de la Musique Mécanique des Gets (Haute-Savoie). Il fut complètement restauré et a été inauguré en 2017 sur la place de la Maison des Gets au centre du village.

## Marques célèbres
Les marques des constructeurs les plus célèbres sont :
- l'Orgue limonaire « 1900 » (France) ;
- l'orgue Gavioli (Draaiorgel) du Lekkerkerker de Carl Frei ;
- l'orgue Mortier de sonorité particulière très en « vibrato » ;
- les orgues Marenghi, des frères Ruth, Brüder, Wellerhaus, Mückle ;
- les orgues de Carl Frei
- l'orgue Louis Hooghuys du Carrousel de François Kopp (ex-Becquart de Bruxelles) (70 touches)[4] ;
- l'orgue Gasparini ;
- le Troubadour de Volendam ;
- l'orgue Hooguys-Condor ;
- le Tourmalet (électronique belge 1972 avec deux accordéons) ;
- l'orgue de Marc Fournier (35 touches)[5] ;
- l'orgue Gaudin du cuisinier Paul Bocuse (Abbaye de Collonges - Lyon)[6] ;

Ils sont parfois très différents dans leur fabrication et leur mécanisme. Par contre, on dit « un limonaire » lorsqu'il s'agit d'un orgue de marque Limonaire ou « un gavioli », « un mortier », etc. lorsqu'il s'agit de l'une ou l'autre de ces marques.

## Répertoire
Leur répertoire sur cartons perforés est principalement les compositions d'origine de l'époque où elles ont été composées, telles que : 
- Marche des gladiateurs, Le merle blanc (polka) ;
- Valse de Mai (Sur les grands flots bleus) ;
- des pièces de genre « 1900 » : Frou-frou, Rêve de Valse ;
- Tulipes d'Amsterdam, Sur les chevaux de bois ;
- des chansons comme Milord d'Edith Piaf ;
- des compositions populaires classiques ou compositions néerlandaises.

Aujourd'hui, il existe des fabricants spécialisés pour perforer sur demande de nouveaux cartons d'après une composition dans n'importe quel domaine musical dans la limite des possibilités d'adaptation... Presque tous les répertoires peuvent donc être interprétés ainsi, tels que notamment la musique classique, les chansons de variétés traditionnelles, la musique de kiosque champêtre, la musique de genre ou la musique folklorique. Les rythmes principaux sont : valses, marches, polkas, galops, mazurkas, tangos, fox-trots, rumbas, cha-cha et même rock 'n' roll…

## Lieux d'installation
Le Musée de la Musique Mécanique des Gets est nommé le "Temple des Limonaire". La collection possède tous les types d'orgues que la Manufacture Limonaire à pu fabriquer : des orgues de Barbarie, pianos mécaniques à cylindres ou manivelles, des orgues de danses Jazzbandophone et Aérophone, fanfare à trompettes, orgue de foire, manège de chevaux de bois... Ce musée propose des visites guidées tous les jours pour voir et entendre les nombreux instruments de sa collection (~950).
Dans l'ancienne abbaye de Collonges-au-Mont-d'Or, le chef cuisinier Paul Bocuse possède une collection d'orgues de foire et de barbarie dont un « Limonaire », qui sont actionnés sur demande préalable des clients.
De nombreuses fêtes des tourneurs de Barbarie et orgues de foire sont organisées régulièrement, les participants adoptant un costume belle Epoque, tels que : 
- le festival de Estoublon, tous les deux ans en Juillet,
- le festival de Beaumont-sur-Oise, une soirée dansante étant même organisée au son d'un gros orgue limonaire. Lors d'un festival, un orgue fut accompagné en concert par une harmonie de cuivres[Quoi ?].
- le festival de la vigne à Dijon.

Un limonaire authentique égrène de ses cartons perforés le carrousel de chevaux de bois parmi les stands, manèges et attractions de l'importante fête foraine Saint-Romain de Rouen.
Jusqu'en 2014, un gros orgue indépendant Kopp animait avec en outre quatre accordéons mécaniques, le Parc Saint-Paul d'attractions près de Beauvais. Le Parc Disneyland Paris sonorise à Fantasyland son carrousel de Lancelot géant par de la musique d'orgue limonaire.

## Association et disques
L'Association des amis de la musique mécanique (AAIMM)(orgues limonaires, pianos mécaniques...), toujours active, fut longtemps présidée par Henry Triquet. Lui et sa famille possèdent une importante collection d'instruments qu'il a rénovés, pratiquement tous en fonctionnement, et qui ont été réunis dans un musée. De très nombreux disques parfois importés sont parus en microsillon, puis en CD, dont la collection de 10 microsillons : Le véritable orgue limonaire 1900. L'accordéoniste musette Raymond Boisserie enregistra deux disques en 1985 en jouant avec le limonaire de Marc Fournier.

## Indicatif télévisé du Ciné-Club
Le célèbre indicatif télévisé sur la valse Amour et Printemps composée par Émile Waldteufel, jouée à l'orgue Gavioli du Lekkerkerker, annonçait sur Antenne 2 l'émission du "Ciné-Club" de 1971 à 1994.

## Dans la culture populaire
Léo Ferré évoque l'instrument dans la chanson Comme à Ostende, en 1959 : 
"Mais voilà qu'tout au bout d'la rue / Est arrivé un limonaire / Avec un vieil air du tonnerre / A vous faire chialer tant et plus".
Michel Sardou évoque lui aussi l'instrument dans la chanson Le chanteur des rues, en 1992 (sur l'album "le bac G" ) : 
"Chansons révolutionnaires,
Pavés d'la rue Damrémont,
Le temps des cerises sur un vieux limonaire,
Sauver sa Patrie, sa Nation..."